# Cervera del Maestre
Cervera del Maestre là một đô thị trong tỉnh Castellón, Cộng đồng Valencia, Tây Ban Nha. Đô thị Cervera del Maestre có diện tích 93,2 km², dân số theo điều tra năm 2010 của Viện thống kê quốc gia Tây Ban Nha là 717 người. Đô thị Cervera del Maestre nằm ở khu vực có độ cao 316 mét trên mực nước biển.